# Ellisella cylindrica
Ellisella cylindrica is een zachte koraalsoort uit de familie Ellisellidae. De koraalsoort komt uit het geslacht Ellisella. Ellisella cylindrica werd in 1919 voor het eerst wetenschappelijk beschreven door Toeplitz. 